# フルビッツ行列
フルビッツ行列は、ドイツの数学者のアドルフ・フルビッツの名にちなむ行列のこと。

## フルビッツ行列とフルビッツの安定判別法
数学の分野におけるフルビッツ行列とは、実多項式の係数から構成される実構造化正方行列のことである。すなわち、実多項式
{\displaystyle p(z)=a_{0}z^{n}+a_{1}z^{n-1}+\cdots +a_{n-1}z+a_{n}}
に対して得られる {\displaystyle n} 次正方行列
{\displaystyle H(p):={\begin{bmatrix}a_{1}&a_{3}&a_{5}&a_{7}&\ldots &0\\a_{0}&a_{2}&a_{4}&a_{6}&\ldots &0\\0&a_{1}&a_{3}&a_{5}&\ldots &0\\0&a_{0}&a_{2}&a_{4}&\ldots &0\\0&0&a_{1}&a_{3}&\ldots &0\\\vdots &\vdots &\vdots &\vdots &\ddots &\vdots \\0&0&0&0&\ldots &a_{n}\\\end{bmatrix}}}
を多項式 {\displaystyle p} に対するフルビッツ行列と呼ぶ。1895年にアドルフ・フルビッツは、実多項式 {\displaystyle p} が安定であること（すなわちその全ての根が複素平面の開左半平面に存在すること）の必要十分条件として、そのフルビッツ行列 {\displaystyle H(p)} の主座小行列式すべてが正であること（たとえば
{\displaystyle {\begin{aligned}\Delta _{1}(p)&={\begin{vmatrix}a_{1}\end{vmatrix}}&&=a_{1}>0\\[2mm]\Delta _{2}(p)&={\begin{vmatrix}a_{1}&a_{3}\\a_{0}&a_{2}\\\end{vmatrix}}&&=a_{2}a_{1}-a_{0}a_{3}>0\\[2mm]\Delta _{3}(p)&={\begin{vmatrix}a_{1}&a_{3}&a_{5}\\a_{0}&a_{2}&a_{4}\\0&a_{1}&a_{3}\\\end{vmatrix}}&&=a_{3}\Delta _{2}-a_{1}(a_{1}a_{4}-a_{0}a_{5})>0\end{aligned}}}
が成立することなど）を得た。各小行列式 {\displaystyle \Delta _{k}(p)} {\displaystyle (k=1,2,\cdots )} はフルビッツ行列式と呼ばれる。

## フルビッツ安定行列
工学の分野や安定性理論において、正方行列 {\displaystyle A} が安定行列であるとは、その全ての固有値の実部が負であること、すなわち
{\displaystyle \mathop {\mathrm {Re} } [\lambda _{i}]<0\,}
が行列 {\displaystyle A} の各固有値 {\displaystyle \lambda _{i}} に対して成立することを言う。そのような行列 {\displaystyle A} は安定性行列とも呼ばれる。その理由は、そのような行列 {\displaystyle A} に対する微分方程式
{\displaystyle {\dot {x}}=Ax}
が漸近安定（すなわち {\displaystyle x(t)\to 0} {\displaystyle (t\to \infty )} が成立）となるからである。
（行列値）伝達関数 {\displaystyle G(s)} がフルビッツであるとは、その全ての成分の極の実部が負であることを言う。ここでそのような {\displaystyle G(s)} は、必ずしもフルビッツ行列である必要はなく、また正方行列である必要もないことに注意されたい。この概念とフルビッツ行列との関係として、もし行列 {\displaystyle A} がフルビッツ行列であるなら、力学系
{\displaystyle {\dot {x}}(t)=Ax(t)+Bu(t)}
{\displaystyle y(t)=Cx(t)+Du(t)\,}
にはフルビッツ伝達関数が存在する、というものが挙げられる。
連続的な力学系の任意の双曲型不動点（あるいは平衡点）が局所的に漸近安定であることと、その力学系のヤコビ行列がその不動点においてフルビッツ安定であることは、必要十分である。
フルビッツ安定行列の概念は制御理論において重要な位置を占める。システムは、その制御行列がフルビッツ行列であるなら、安定となる。その行列の固有値の負の実成分はネガティブフィードバックを表す。同様に、どの固有値も正の実成分を持つようなシステムは不安定となり、これはポジティブフィードバックを表す。